# Illés Spitz
Illés Spitz (Budapest, 2 febbraio 1902 – Skopje, 1º ottobre 1961) è stato un allenatore di calcio e calciatore ungherese, di ruolo attaccante.

## Carriera
Da calciatore fu membro dell'Újpest che vinse la Coppa Mitropa nel 1929, il campionato ungherese nel 1929–30, 1930–31, 1932–33 nonché la Coppa delle Nazioni nel 1930. Dopo aver chiuso la carriera in Svizzera si trasferì in Jugoslavia dove cominciò ad allenare. Iniziò con un biennio nell'Hajduk Spalato, dove non vinse nulla ma mise le basi per un titolo che sarebbe arrivato due anni dopo la sua partenza, nel 1941. Passò poi al Gragjanski Skopje e lì rimase anche dopo l'invasione bulgara della regione nel 1941, che portò il club a cambiare nome in Macedonia Skopje e ad essere integrato nel calcio bulgaro. Con i macedoni riuscì anche ad arrivare alla finale di questa competizione nel 1942. Al termine della guerra tornò in Jugoslavia e fu chiamato ad allenare il neonato Partizan, con cui vinse 2 titoli nazionali (1946-47, 1948-49) e 3 Coppe di Jugoslavia (1947, 1952, 1954). Dopo un decennio passò al Radnicki, con cui arrivò in finale di Coppa nazionale nel 1957. Tornò infine a Skopje, al Vardar, dove morì per un attacco di cuore nel 1961, non prima però di aver portato il club alla vittoria in Kup Maršala Tita.

## Statistiche

### Cronologia presenze e reti in Nazionale
| Cronologia completa delle presenze e delle reti in nazionale ― Ungheria | Cronologia completa delle presenze e delle reti in nazionale ― Ungheria | Cronologia completa delle presenze e delle reti in nazionale ― Ungheria | Cronologia completa delle presenze e delle reti in nazionale ― Ungheria | Cronologia completa delle presenze e delle reti in nazionale ― Ungheria | Cronologia completa delle presenze e delle reti in nazionale ― Ungheria | Cronologia completa delle presenze e delle reti in nazionale ― Ungheria | Cronologia completa delle presenze e delle reti in nazionale ― Ungheria |
| Data                                                                    | Città                                                                   | In casa                                                                 | Risultato                                                               | Ospiti                                                                  | Competizione                                                            | Reti                                                                    | Note                                                                    |
| ----------------------------------------------------------------------- | ----------------------------------------------------------------------- | ----------------------------------------------------------------------- | ----------------------------------------------------------------------- | ----------------------------------------------------------------------- | ----------------------------------------------------------------------- | ----------------------------------------------------------------------- | ----------------------------------------------------------------------- |
| 18-1-1925                                                               | Milano                                                                  | Italia                                                                  | 1 – 2                                                                   | Ungheria                                                                | Amichevole                                                              | 1                                                                       |                                                                         |
| 2-5-1926                                                                | Budapest                                                                | Ungheria                                                                | 0 – 3                                                                   | Austria                                                                 | Amichevole                                                              | -                                                                       |                                                                         |
| 22-3-1931                                                               | Praga                                                                   | Cecoslovacchia                                                          | 3 – 3                                                                   | Ungheria                                                                | Coppa Internazionale 1931-1932                                          | -                                                                       |                                                                         |
| 12-4-1931                                                               | Budapest                                                                | Ungheria                                                                | 6 – 2                                                                   | Svizzera                                                                | Coppa Internazionale 1931-1932                                          | -                                                                       |                                                                         |
| 4-10-1931                                                               | Budapest                                                                | Ungheria                                                                | 2 – 2                                                                   | Austria                                                                 | Coppa Internazionale 1931-1932                                          | 1                                                                       |                                                                         |
| 8-11-1931                                                               | Budapest                                                                | Ungheria                                                                | 3 – 1                                                                   | Svezia                                                                  | Amichevole                                                              | 1                                                                       |                                                                         |
| Totale                                                                  |                                                                         | Presenze                                                                | 6                                                                       |                                                                         | Reti                                                                    | 3                                                                       |                                                                         |

## Palmarès

### Giocatore

#### Competizioni nazionali
- Campionato ungherese: 3

Újpest: 1929-1930, 1930-1931, 1932-1933
- Prima Lega: 1

San Gallo: 1935

#### Competizioni internazionali
- Coppa dell'Europa Centrale: 1

Újpest: 1929
- Coupe des Nations: 1

Újpest: 1930

### Allenatore

#### Competizioni nazionali
- Campionato jugoslavo: 2

Partizan Belgrado: 1946-1947, 1948-1949
- Coppa di Jugoslavia: 5

Partizan Belgrado: 1947, 1952, 1953-1954, 1956-1957
Vardar: 1960-1961